# Jan Zaleski (filolog)
Jan Zaleski (ur. 15 stycznia 1926 w Monasterzyskach, zm. 4 czerwca 1981 w Krakowie) – polski filolog.

## Życiorys
Urodził się w rodzinie Jana Zaleskiego i Rozalii z Muraszków. Jego dziadek Antoni Zaleski był ostatnim w rodzinie, który jeszcze uważał się za szlachcica zagrodowego. Rodzina żyła w biedzie, m.in. za niespłacony dług zlicytowano ich dom. W 1945 roku wraz z matką i rodzeństwem (ojciec zginął na wojnie) został wysiedlony w nowe granice Polski. Wychowywał się w ośrodku dla dzieci i młodzieży prowadzonym w pałacu w Krzeszowicach. Maturę zdał z wyróżnieniem, z drugą lokatą na roku. Ukończył studia polonistyczne I stopnia w Wyższej Szkole Pedagogicznej w Krakowie (1953) oraz II stopnia w zakresie językoznawstwa na Uniwersytecie Jagiellońskim (1955). W 1965 roku uzyskał stopień naukowy doktora nauk humanistycznych na podstawie rozprawy Język Aleksandra Fredry. Część I, Fonetyka (promotorem był Witold Taszycki), a w 1976 roku habilitację na podstawie pracy Język Aleksandra Fredry. Część II, Fleksja, składnia, słowotwórstwo, słownictwo.
Całą karierę naukową związany był z WSP w Krakowie, dodatkowo uczył też w studium nauczycielskim w Tarnowie, Bochni i Nowej Hucie. W 1953 roku został zatrudniony w Zakładzie Języka Polskiego WSP na stanowisku asystenta. W 1958 roku uzyskał stopień starszego asystenta. W 1965 roku został powołany na stanowisko adiunkta. W 1966 roku został powołany w skład Komisji Językoznawstwa Polskiej Akademii Nauk. W 1969 uzyskał stanowisko docenta oraz nominację na stanowisko kierownika katedry, funkcję tę pełnił do 1971 roku, kiedy w ramach reorganizacji zlikwidowano wszystkie katedry; wtedy też otrzymał nominację na stanowisko kierownika Zakładu Języka Polskiego (ponawianą w następnych latach). W 1971 roku został wybrany sekretarzem Polskiego Towarzystwa Językoznawczego (wybrany ponownie w 1974 roku).
Prowadził zajęcia z gramatyki opisowej języka polskiego, historii języka, gramatyki historycznej języka polskiego, kultury języka. W opinii Leszka Bednarczuka łączył w pracy naukowej zainteresowanie historią języka polskiego, pasje teatralne i znajomość polszczyzny kresowej. Po jego kierunkiem napisano 68 prac magisterskich, był recenzentem czterech rozpraw doktorskich, wypromował dwóch doktorów.
Zbierał monety, skupował na aukcjach stare mapy, książki, kalendarze i czasopisma, zwłaszcza o tematyce kresowej. Od 1963 roku był członkiem sekcji numizmatycznej Polskiego Towarzystwa Filatelistów. Łącząc pasję naukową z zainteresowaniami, nazewnictwu monet poświęcił jeden z artykułów naukowych, a słownictwu numizmatycznemu – referat.
Od czasów młodości prowadził swój pamiętnik. Spisywał też wspomnienia swoich krewnych i znajomych z Kresów Wschodnich. Pozostawił też maszynopisy i odręczne teksty, z których pochodzą m.in. słowa: „Kresowian zabito dwukrotnie, raz przez ciosy siekierą, drugi raz przez przemilczenie. A ta druga śmierć jest gorsza od tej pierwszej”. Słowa te stały się mottem filmu Wojciecha Smarzowskiego „Wołyń”.
Był odznaczony Złotym Krzyżem Zasługi (1973), uzyskał też nagrodę ministra (1976). Pośmiertnie został odznaczony Medalem Komisji Edukacji Narodowej; jego imię nadano jednej z pracowni WSP.
Był żonaty z polską Ormianką Teresą Barbarą Isakowicz, polonistką. Mieli troje dzieci: Tadeusza (1956-2024), późniejszego księdza i działacza społecznego oraz bliźniaczki: Danutę i Joannę (ur. 1958).
Został pochowany na cmentarzu Rakowickim. Uroczystości pogrzebowe odprawił zaprzyjaźniony z nim kardynał Franciszek Macharski.